# Friedrich-Engels-Allee 281

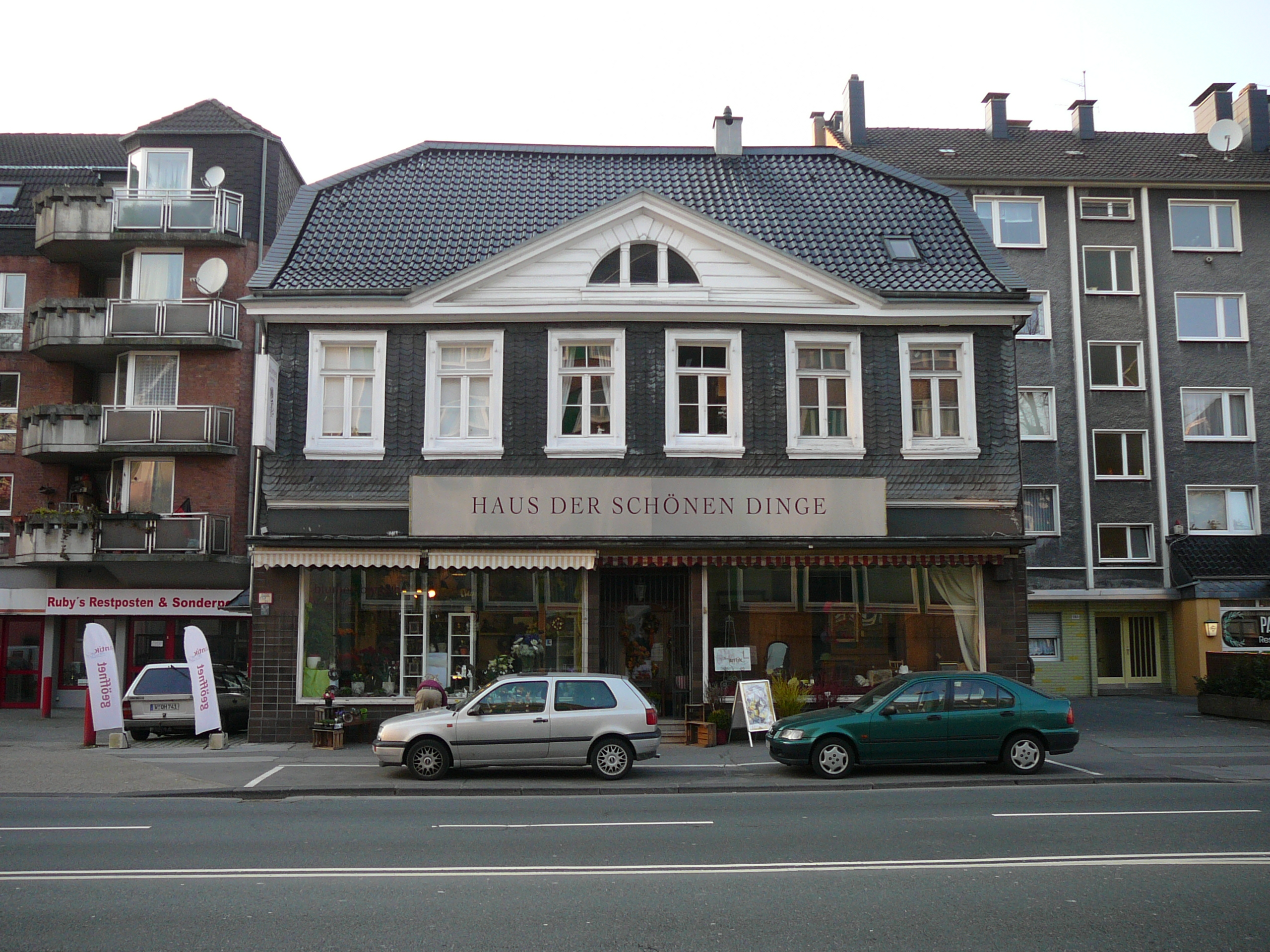
Die Südfassade

Das Objekt Friedrich-Engels-Allee 281 ist ein Wohn- und Geschäftshaus im heutigen Wuppertaler Stadtteil Barmen. Es zählt zu der frühen historischen Bebauung der Friedrich-Engels-Allee in Unterbarmen und wurde vom Bandwirker Colsmann Anfang des 19. Jahrhunderts erbaut. Bekannt ist das Gebäude auch als das ehemalige Historische Kinematographische Museum oder auch Museum Gonnermann.

## Beschreibung

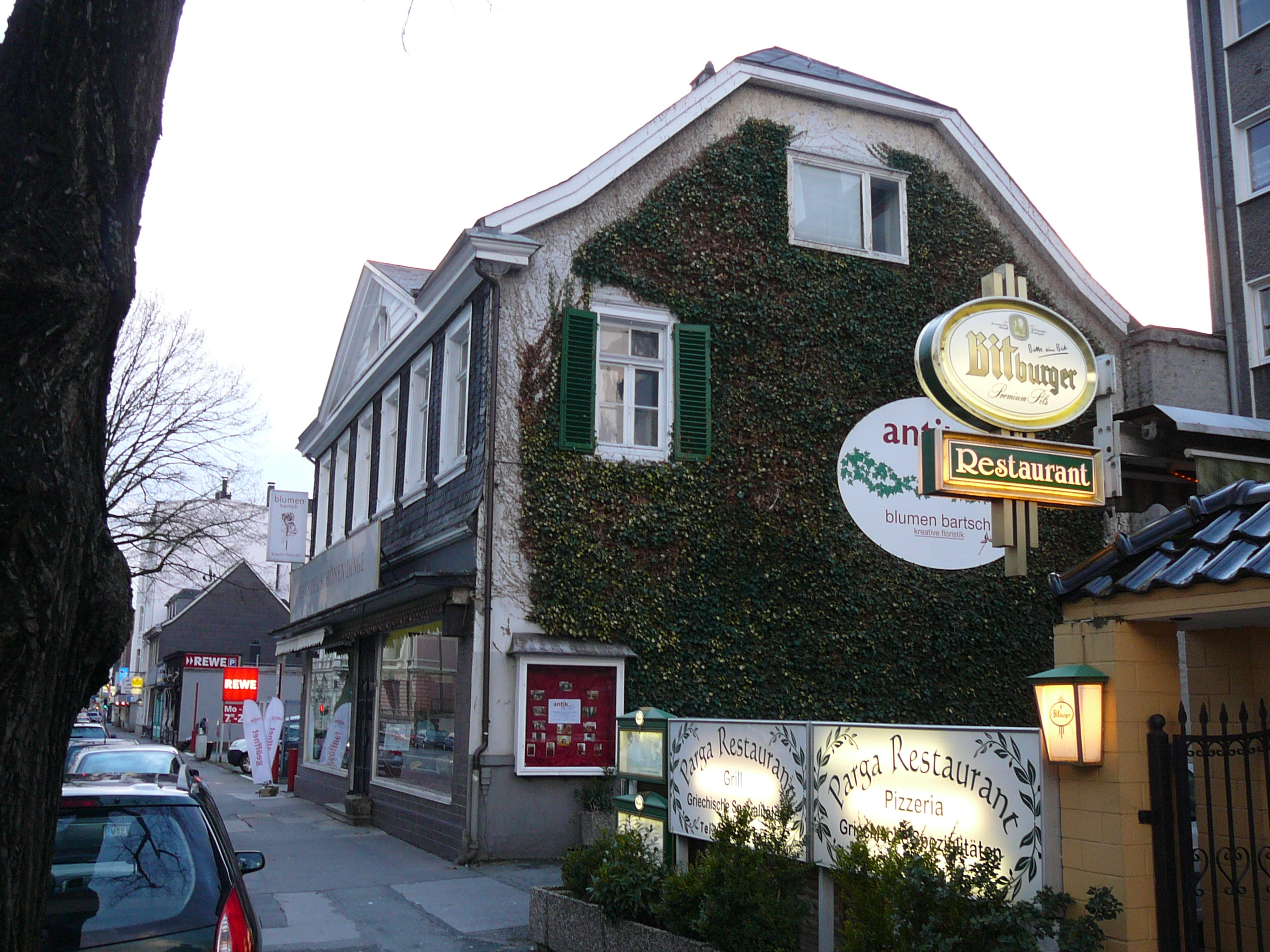
Die Ostfassade

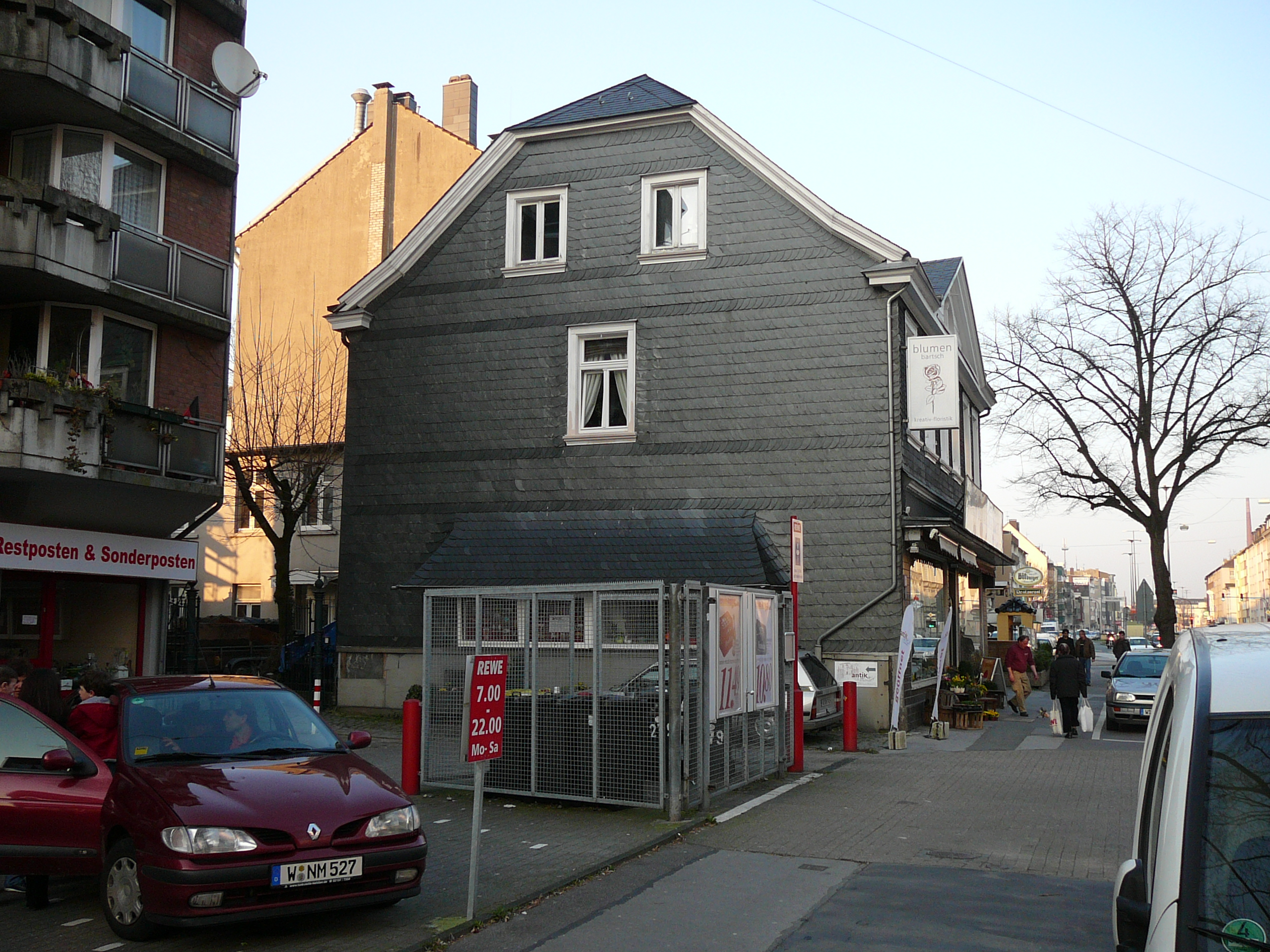
Die Westfassade

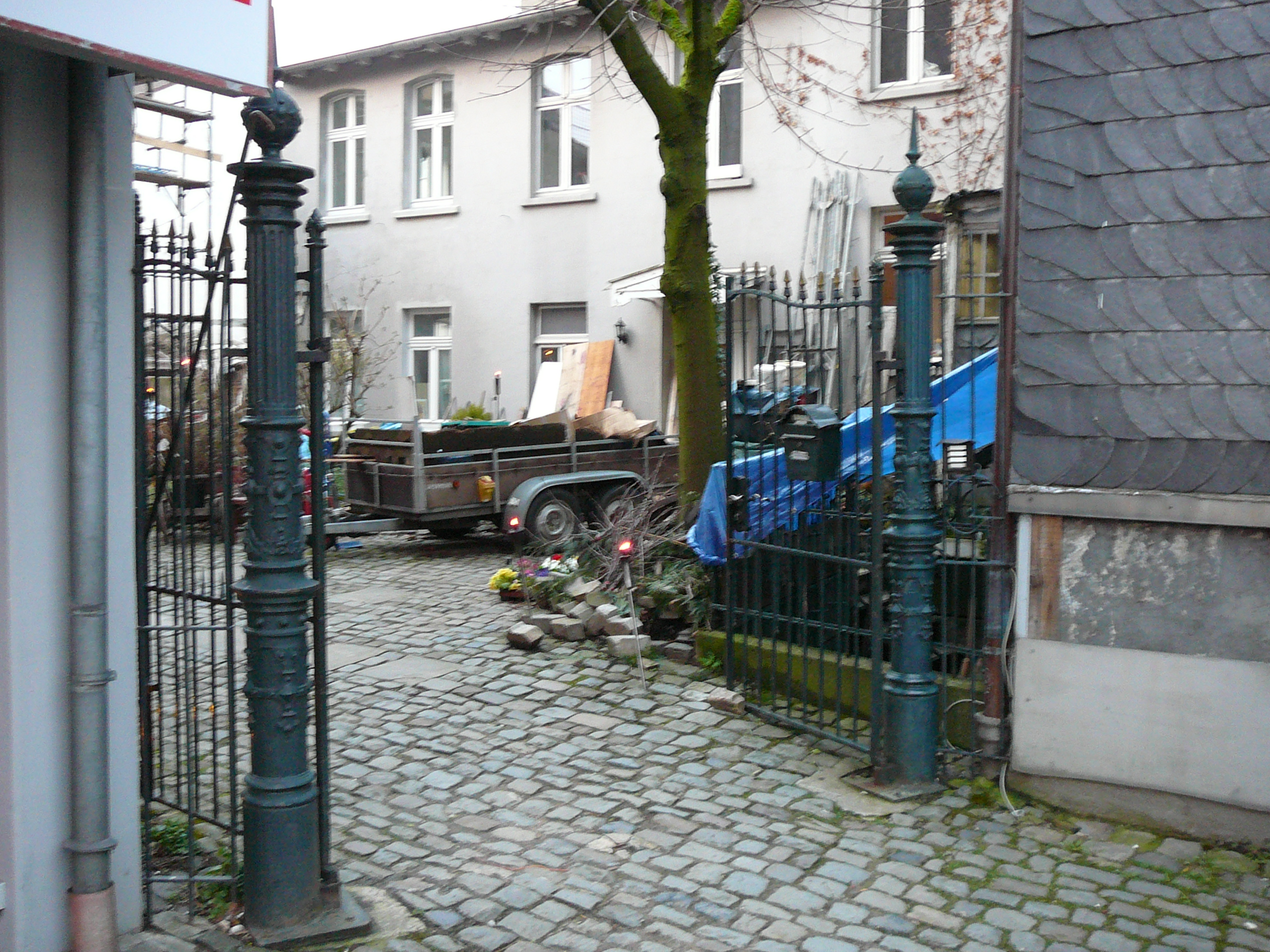
Das Tor zum Hof, im Hintergrund ist der Hofanbau zu sehen

Das zweigeschossige Wohnhaus wurde zwischen 1805 und 1825 in Fachwerkbauweise errichtet und ist am rund 11,3 Meter langen Westgiebel verschiefert. Die rund 14,3 Meter lange Schauseite zur Straße hin, die Südseite des Gebäudes, ist im sechsachsigen Obergeschoss ebenfalls verschiefert ausgeführt. Das Erdgeschoss auf der Schauseite wurde in der Vergangenheit zu Geschäftsläden ausgebaut und hatte zwei große Fenster seitlich des mittig liegenden Einganges zu den Geschäftsräumen erhalten. Die zuvor bestehende zweiläufige Freitreppe mit Podest wurde dabei entfernt. Unterhalb eines schmalen Vordaches sind jeweils über den Schaufenstern nun weit ausladende Markisen angebracht. Die verbliebene Fassade im Bereich des Erdgeschosses hatte eine schwarze Verfliesung erhalten. Der Ostgiebel ist verputzt und war Ende der 2000er Jahre nahezu vollständig mit Efeu begrünt. Im Obergeschoss befindet sich hier linksseitig ein Fenster mit Schlagladen und noch erhaltenem historischen Flachglas. Der Westgiebel hatte im Obergeschoss ein mittig liegendes Fenster erhalten und im Erdgeschoss eine Fensterfront angebracht, die größtenteils für die Waren-Präsentation als gläserne Schaukästen genutzt wird. Über diese Fenster ist dachartig die Verschieferung heruntergeholt, so dass der Eindruck eines Erkers entsteht.
Das Schopfwalmdach hat zur Schauseite einen Zwerchgiebel in klassizistischem Stil erhalten. Die Hofseite, die das Gefache zeigt, wurde in der typischen bergischen Bauweise mit einem Zwerchhaus mit Satteldach ausgeführt. Hier am Hof befinden sich ein weiterer Zugang zum Haus sowie ein Zugang zu dem Kellergewölbe. Das Dachgeschoss hat am Westgiebel zwei und am Ostgiebel ein Fenster.
Der Zugang zum Hof wird im Westen durch ein zweiflügeliges schmiedeeisernes Tor mit senkrechten Lanzenstäben ermöglicht. Dieses Tor wird von gusseisernen Pfeilern flankiert, in Form aufwendig dekorierter und kannelierter Säulen mit abschließender Kugel und Spitze.
Ein seitlich liegender rund 14,4 Meter langer und 5,3 Meter breiter Hofanbau (51° 15′ 51,9″ N, 7° 10′ 51,5″ O) mit glattem Wandputz und Pultdach wurde nachträglich 1898 errichtet. Dort wurde eine Backstube mit Geschäftslokal im Erdgeschoss betrieben. Das vierachsige rund 9,3 Meter lange Gebäudeteil mit der Backstube wurde zweigeschossig und der Verbindungsteil eingeschossig ausgeführt. Über dem Verbindungsteil gab es eine Veranda mit Balustrade, die Veranda wurde zu späterer Zeit überbaut, so dass der Hofanbau nun komplett zweigeschossig ist. Das Obergeschoss der Backstube wurde als Lagerraum genutzt, der Zugang wurde in der Vergangenheit durch eine außen liegende, nicht mehr vorhandene Freitreppe auf der Nordseite ermöglicht. Die ehemaligen Blindfenster im Obergeschoss wurden bei der Renovierung in den 2000er Jahren durchbrochen und durch Bogenfenster ersetzt. Diese Baumaßnahme erfolgte in Abstimmung mit der Unteren Denkmalbehörde, da sie im historischen Bauplan als Fenster eingezeichnet waren. Es konnte aber nicht abschließend geklärt werden, ob die Fenster überhaupt zur Ausführung kamen und später erst durch Blindfenster ersetzt wurden oder als Blindfenster direkt ausgeführt wurden.
Zum Gebäudeensemble gehört noch das zweigeschossige Haus Friedrich-Engels-Allee 281a (51° 15′ 52,2″ N, 7° 10′ 50,7″ O), dessen Giebel nach Süden hin im Hof ausgerichtet ist. Das 10,9 m breite und 15,0 m lange Backsteinhaus mit einem flachen Satteldach im klassizistischen Stil ist dreiachsig ausgeführt, mit einem angedeuteten Mittelrisaliten, in dem der Zugang liegt. Über den Rundbogenfenstern befinden sich schwach profilierte Stuckaturen.

## Geschichte

### Wechselvolle Geschichte

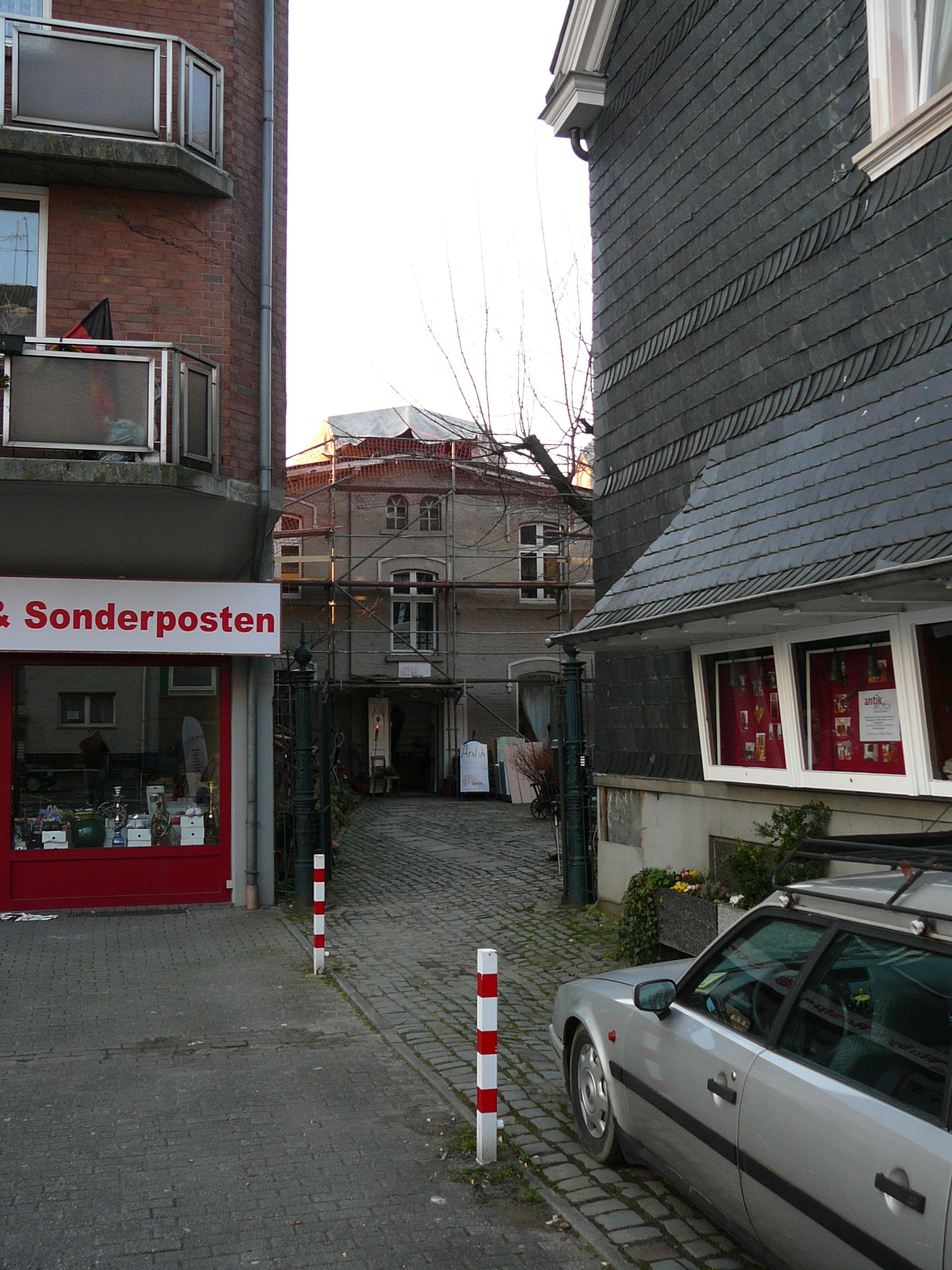
Blick in den Hof, im Hintergrund ist das Gebäude Friedrich-Engels-Allee 281a zu sehen

Das Gebäude an der heutigen Hauptverkehrsstraße Friedrich-Engels-Allee, die damals einfach und schlicht „Allee“ genannt wurde, lag ursprünglich unmittelbar am Kothener Bach. Der Bach floss am Westgiebel vorbei, über einen Forellenteich im Hofbereich mündete er dann im weiteren Verlauf in die Wupper. Der Kothener Bach wird heute verrohrt rund neunzig Meter weiter westlich der Wupper zugeführt.
Jenseits des Baches stand in ungefähr zehn Metern Abstand vom Westgiebel und in gleicher Bauflucht die Giebelfassade der aus überputzter Fachwerkkonstruktion bestehenden Interimskirche. Diese wurde 1821 für 1400 Taler in Neviges gekauft, dort abgebaut und auf dem Nachbargrundstück wieder errichtet. Später wurde diese Kirche zu einem zweigeschossigen Wohnhaus umgebaut. Das Haus wurde 1943 bei dem Luftangriff auf Barmen durch Fliegerbomben getroffen und brannte nieder.
Das Haus Friedrich-Engels-Allee 281 erfuhr im Laufe der Zeit verschiedene Nutzungen, es diente als Metallwarenfabrik, Schuhgeschäft, Wäscherei und Uhrenfabrik. Ab den 1920er Jahren war das Haus als Drogerie Gonnermann bekannt. Der Inhaber Theodor Gonnermann wirkte auf seinen Sohn Manfred ein, auch den Beruf des Drogisten zu erlernen. Die Familie ermöglichte Manfred Gonnermann weitere Ausbildungen, so dass er als Dipl.-Ing. 1958 ein Fotogeschäft neben der Drogerie eröffnete, den Ladenumbau und die Veränderung der Schaufensterfront durch den Architekten Felix Dahmen begleitete.
Das Haus Friedrich-Engels-Allee 281a wurde als Buchbinderwerkstatt errichtet.

### Historisches Kinematographisches Museum
Manfred Gonnermann fand seine Liebhaberei nicht nur in der Fotografie, sondern auch im Filmen. In akribischer Kleinarbeit hat er eine sich ständig vergrößernde Sammlung aufgebaut, die mehrere Schmuckstücke der Filmgeschichte beinhaltete. So kam es, dass er am 3. Mai 1986 das Historische Kinematographische Museum (teilweise auch Museum Gonnermann genannt) offiziell eröffnete. Dieses private Museum fand nicht nur Beachtung bei den Kinofans, sondern wurde auch von Persönlichkeiten des politischen Lebens besucht sowie von Fernsehteams gefilmt.
Der restaurierte Gewölbekeller, zu dem eine schmale Treppe hinunterführt, wurde mit in das Museum integriert. Auch der Raum im Obergeschoss wurde 1990/91 für die Sammlung hergerichtet, um mehr Ausstellungsfläche zu gewinnen. Unzählige alte Kameras und Zubehör, ein historischer Billet-Kasten, historische Mikrophone, ein Schneidetisch und Projektoren wurden präsentiert. Der Kinoprojektor M3 von Bauer war das Schmuckstück des Erdgeschosses. Weiter galt als Besonderheit die einseitig gerillte Schellackplatte, auf der die Musik zu den Filmen abgespielt wurde. Eine rund 70 Jahre alte Arriflex zählte Gonnermann zu seinen Lieblingsstücken, die er im Obergeschoss ausstellte. Viele Objekte wurden in den Vitrinen ausgestellt, die seinerzeit schon in der Drogerie seines Vaters standen. Die imposanten Projektoren waren bis zu einer Tonne schwer.

### Baudenkmal
Trotz der Veränderungen im Erdgeschoss ist das Objekt ein unverzichtbarer Bestandteil der historischen Erstbebauung der Friedrich-Engels-Allee und ein Zeugnis für die Geschichte Barmens, wie die Untere Denkmalbehörde urteilt. Am 27. Februar 1987 wurde das Haus mit dem 1898 erbauten seitlichen Hofanbau und dem schmiedeeisernen Einfahrtstor zum Hof hin mit in die Denkmalliste der Stadt als Baudenkmal aufgenommen. Die Unterschutzstellung schließt das Gebäude Friedrich-Engels-Allee 281a aber aktuell nicht mit ein.
Es wurde damit vor dem jahrelang drohenden Abriss bewahrt und folgte nicht dem Schicksal des 1975 niedergelegtem Hauses Schornstein (ehemals Friedrich-Engels-Allee 289), das im ähnlichen Stil errichtet war. Denn die Friedrich-Engels-Allee sollte im Zuge des nach dem Zweiten Weltkrieg begonnenen mehrspurigen Ausbaus der Talachse auch hier auf 35 Meter verbreitert werden. So war auch für das Haus Gonnermann nach dem Ratsbeschluss vom 31. Oktober 1978 beschlossen, dass es auf die neue nördlicher liegende Fluchtlinie zurückversetzt werden sollte. Somit ist es der Unterschutzstellung des Hauses Gonnermanns mit zu verdanken, dass der historische Straßenzug des Teils der Friedrich-Engels-Allee vom Gonnermannschen Haus bis zu der Pauluskirche im Westen erhalten blieb.

### Die Zeit nach dem Museum
Mit dem Tod Manfred Gonnermanns kam auch das Ende des Museums, das Fotogeschäft wurde von der Familie nicht mehr lange betrieben. Die kinematographische Sammlung wurde von den Erben in Richtung Prag (Tschechische Republik) verkauft, Einzelheiten zu dem weiteren Verbleib der Exponate sind nicht bekannt.
Ein Modegeschäft der Familie Gonnermann in diesem Haus war nicht von Dauer, danach folgte ein Laden für Tintenpatronen.

## Heutige Nutzung
Als ein typisches Beispiel für die bergische Fachwerkbauweise wurde 2003 das Gebäude zusammen mit dem Haus Friedrich-Engels-Allee 281a von einem Schulrektor gekauft, der das Gebäudeensemble seitdem aufwändig saniert.
Die Ladenlokale sind heute an einen Blumenhändler und einen Antik-Händler vermietet. Auch andere Räume wurden bisweilen vermietet.